# 村岡到
村岡 到（むらおか いたる、1943年4月6日 - ）は、日本の社会評論家、社会運動家、編集者、社会主義者。

## 概要
新潟県出身。高校卒業後上京し、まもなく政治活動を始め、革命的共産主義者同盟全国委員会・中核派に参加。中核派を離脱した後、1975年から日本革命的共産主義者同盟（第四インターナショナル・日本支部）に所属し、その後、1980年より政治グループ稲妻を結成・主宰した。1996年に政治グループ稲妻を解散の後は、特定の政治集団に属さず個人で活動している。近年は日本共産党への一方的支持を表明している。また国鉄分割民営化にあたっての旧動労、松崎明の対応を賞賛している。
1990年左翼系知識人・活動家・市民交流サロンのフォーラム90sに参加し、1998年解散後はオルタフォーラムQを創立したが、現在は解散している。フォーラム90sの後継団体の一つであるアソシエ21には参加しなかった。1995年出版社・ロゴス社を設立し社長を務め、雑誌『カオスとロゴス』を発行。2005年、隔月刊誌『もうひとつの世界へ』編集長を経て、2009年より後続の隔月刊誌『プランB』を発行した（2014年休刊）。2011年11月、特定非営利活動法人日本針路研究所を発足させ、「入村康治（村岡到） ロゴス主宰（プランB編集長）」として理事長に就任した。社会主義理論学会委員でもある。

## 略歴
- 1962年、新潟県立長岡高等学校卒業。
- 1963年、東京大学医学部附属病院分院に勤務。
- 1969年、10月21日闘争で逮捕・有罪。
- 1980年、政治グループ稲妻を結成・主宰。
- 1996年、政治グループ稲妻を解散。[4]

## 著書
- 『スターリン主義批判の現段階』稲妻社、1980年
- 『日本共産党との対話』稲妻社、1982年
- 『岐路に立つ日本共産党』稲妻社、1984年
- 『変化の中の日本共産党』稲妻社、1986年
- 『前衛党組織論の模索』（橋本剛と共著）稲妻社、1988年
- 『社会主義とは何か』稲妻社、1990年
- 『甦るトロツキー』稲妻社、1990年
- 『社会主義像の展相』（大薮龍介・村岡到など共編）世界書院、1993年
- 『原典・社会主義経済計算論争』（編集・解説）ロゴス社、1996年
- 『ソ連崩壊と新しい社会主義像』（石井伸男と共編）時潮社、1996年
- 『社会主義へのオルタナティブ』ロゴス社、1997年
- 『20世紀社会主義の意味を問う』（社会主義理論学会編）御茶の水書房、1998年
- 『協議型社会主義の模索』社会評論社、1999年
- 『21世紀社会主義への挑戦』（社会主義理論学会編）社会評論社、2001年
- 『連帯社会主義への政治理論』五月書房, 2001.7
- 『生存権・平等・エコロジー』白順社, 2003.5
- 『不破哲三との対話』社会評論社、2003年
- 『社会主義はなぜ大切か』社会評論社, 2005.11
- 『<帝国>をどうする』白順社, 2005.6
- 『悔いなき生き方は可能だ』ロゴス社, 2007.4
- 『閉塞を破る希望』ロゴス社, 2008.1. (ブックレットロゴス no.1)
- 『閉塞時代に挑む』ロゴス, 2008.10. (ブックレットロゴス no.4)
- 『原典社会主義経済計算論争』第2版. ロゴス, 2008.10
- 『生存権所得』社会評論社, 2009.12
- 『ベーシックインカムで大転換』ロゴス, 2010.8
- 『ベーシックインカムの可能性』ロゴス, 2011.4
- 『創共協定とは何だったのか』（社会評論社、2017年11月10日）